# غز صالح العليا (حسين أباد كرمان)
غز صالح العلیا (بالفارسية: گزصالح علیا) هي قرية تقع في إيران في Hoseynabad Rural District. يقدر عدد سكانها بـ 783 نسمة بحسب إحصاء 2016.